# Кармакар, Ромуальд
Ромуальд Кармакар (нем. Romuald Karmakar; род. 15 февраля 1965, Висбаден) — немецкий кинорежиссёр.

## Биография
Ромуальд Кармакар родился 15 февраля 1965 года в Висбадене в семье иранца и француженки. С 1977 по 1982 жил в Афинах. В 1984 в Мюнхене окончил школу. В том же году купил любительскую кинокамеру. В 1985 снял на «супер-8» псевдодокументальный фильм «Дружба в Германии» (Eine Freundschaft in Deutschland), в котором также сыграл роль молодого Гитлера. В 1989 Мюнхенский киномузей устроил полную ретроспективу фильмов тогда ещё 24-летнего режиссёра. В 1993 Кармакар заставил говорить о себе благодаря документальному фильму о наемниках «Боеголовки» (Warheads). В 1995 он получил Немецкий киноприз за свой первый игровой фильм «Убийца» (Der Totmacher) о серийном убийце Фрице Хармане; исполнителю главной роли Гецу Георге был присужден приз кинофестиваля в Венеции. Последующие фильмы Кармакара «Манила» (Manila, 2000, Серебряный Леопард кинофестиваля в Локарно), «Проект Гиммлер» (Das Himmler-Projekt, 2001, приз им. Адольфа Гримме) и «Ночь поет свои песни» (Die Nacht singt ihre Lieder, 2004) получили противоречивые отзывы. Среди современных немецких кинорежиссёров Ромуальд Кармакар занимает особое место. Немецкая история, насилие, страсть и ослепление представляют собой тематический лейтмотив его фильмов.

## Фильмография
- 1985 Дружба в Германии / Eine Freundschaft in Deutschland
- 1987 Удар головой / Coup de boule (16 мм, 8 мин., док.)
- 1988 Галлодром / Gallodrome (16 мм, 12 мин., док.)
- 1988 Хэлмен, ездок / Hellman Rider (совместно с Ульрихом фон Бергом, видео, 40 мин. док.)
- 1989 Собаки из бархата и стали / Hunde aus Samt und Stahl (16 мм, 57 мин., док.)
- 1990 Сэм Шоу Джону Кассаветесу / Sam Shaw on John Cassavetes (видео, 25 мин., док.)
- 1991 Демонтаж IX, предприятие стальной колокол / Demontage IX, Unternehmen Stahlglocke (16 мм, 25 мин., док.)
- 1992 Боеголовки / Warheads (16 мм, 180 мин., док.)
- 1994 Тиран из Турина / Der Tyrann von Turin (видео и супер-8, 28 мин.)
- 1994 Ближний бой / Infight (видео, 47 мин., док.)
- 1995 Убийца / Der Totmacher
- 1997 Франкфуртский крест / Das Frankfurter Kreuz
- 1999 Манила / Manila
- 2000 Проект Гиммлер / Das Himmler-Projekt
- 2002 Ночь в Иокогаме / Die Nacht von Yokohama
- 2002 196 ударов в минуту / 196 BPM
- 2003 Ночь поет свои песни / Die Nacht singt ihre Lieder
- 2004 Страна уничтожения / Land der Vernichtung
- 2006 Гамбургские уроки / Hamburger Lektionen
- 2005 Между дьяволом и широким голубым морем / Between the Devil and the Wide Blue Sea
- 2009 Германия 09 / Deutschland 09 (эпизод «Рамзес»)
- 2009 Виллалобос / Villalobos
- 2010 Человек нашего доверия: Ральф Оттополь, специалист по воде / Ein Mann unseres Vertrauens: Ralf Ottopohl, Wasserspezialist
- 2010 Осел со снегом / Esel mit Schnee
- 2011 Стадо Господне / Die Herde des Herrn
- 2012 Нападение на демократию. Интервенция / Angriff auf die Demokratie - Eine Intervention